# 바버라 웨스트
바버라 조인스 다인턴(혼전성 웨스트(West), 영어: Barbara Joyce Dainton, 1911년 5월 24일 ~ 2007년 10월 16일)는 1912년 4월 14일 RMS 타이타닉이 처녀항해 중 빙산에 충돌한 후 침몰한 최후의 생존자였다. 그녀는 이 배를 타고 2등석으로 여행한 마지막 생존자였다.